# داني كاري
داني كاري (بالإنجليزية: Danny Carey)‏ هو عازف جاز وطبال أمريكي، ولد في 10 مايو 1961 في لورانس في الولايات المتحدة.

## وصلات خارجية
- الموقع الرسمي
- داني كاري على موقع IMDb (الإنجليزية)
- داني كاري على موقع ميوزك برينز (الإنجليزية)
- داني كاري على موقع إن إن دي بي (الإنجليزية)
- داني كاري على موقع ديسكوغز (الإنجليزية)
- داني كاري على موقع قاعدة بيانات الفيلم (الإنجليزية)